# Vaccinium macrocarpon
El arándano rojo grande o "cranberry" (Vaccinium macrocarpon) es una planta de la familia Ericaceae, nativa de los humedales del nordeste de Estados Unidos y el sudeste de Canadá.

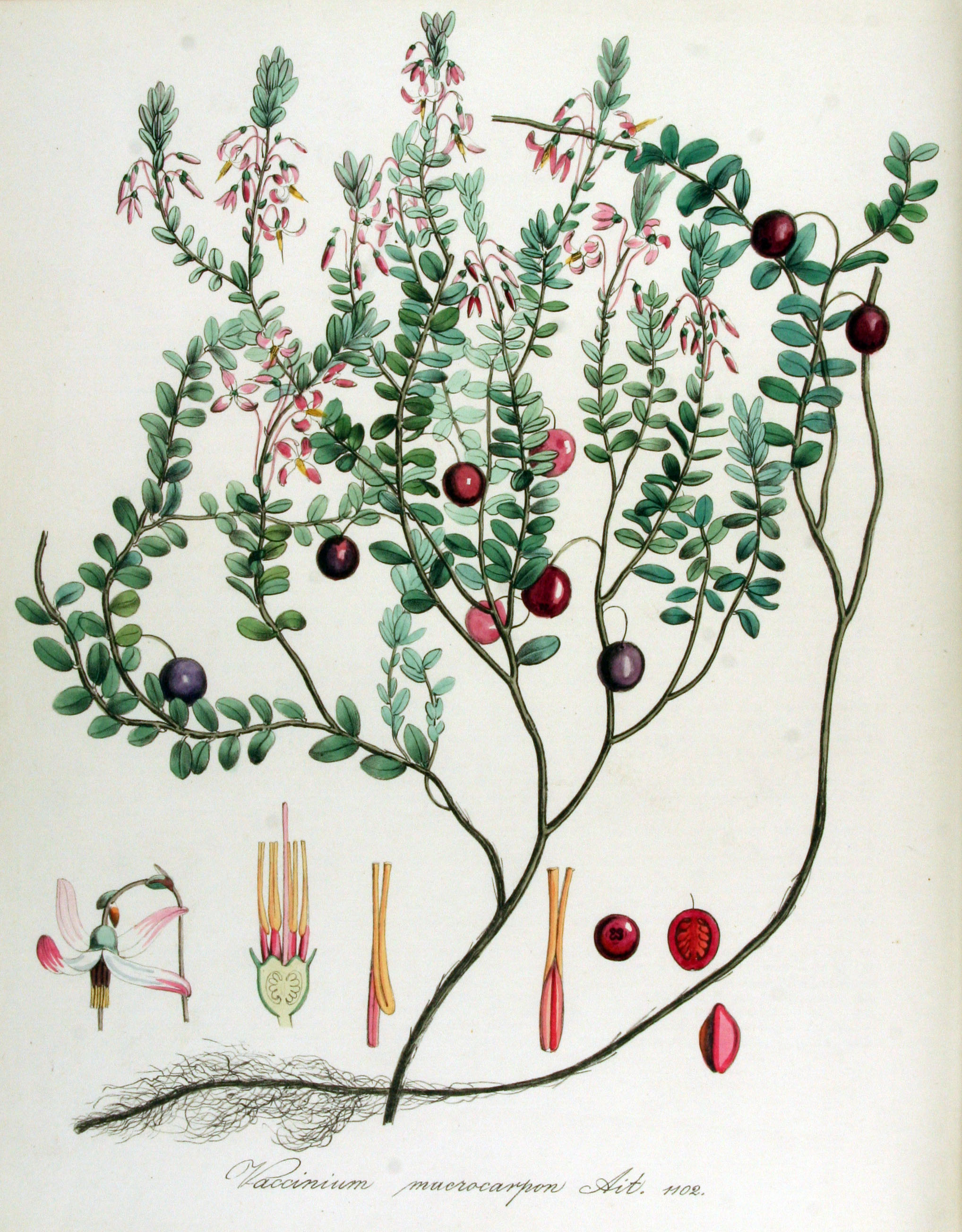
Ilustración

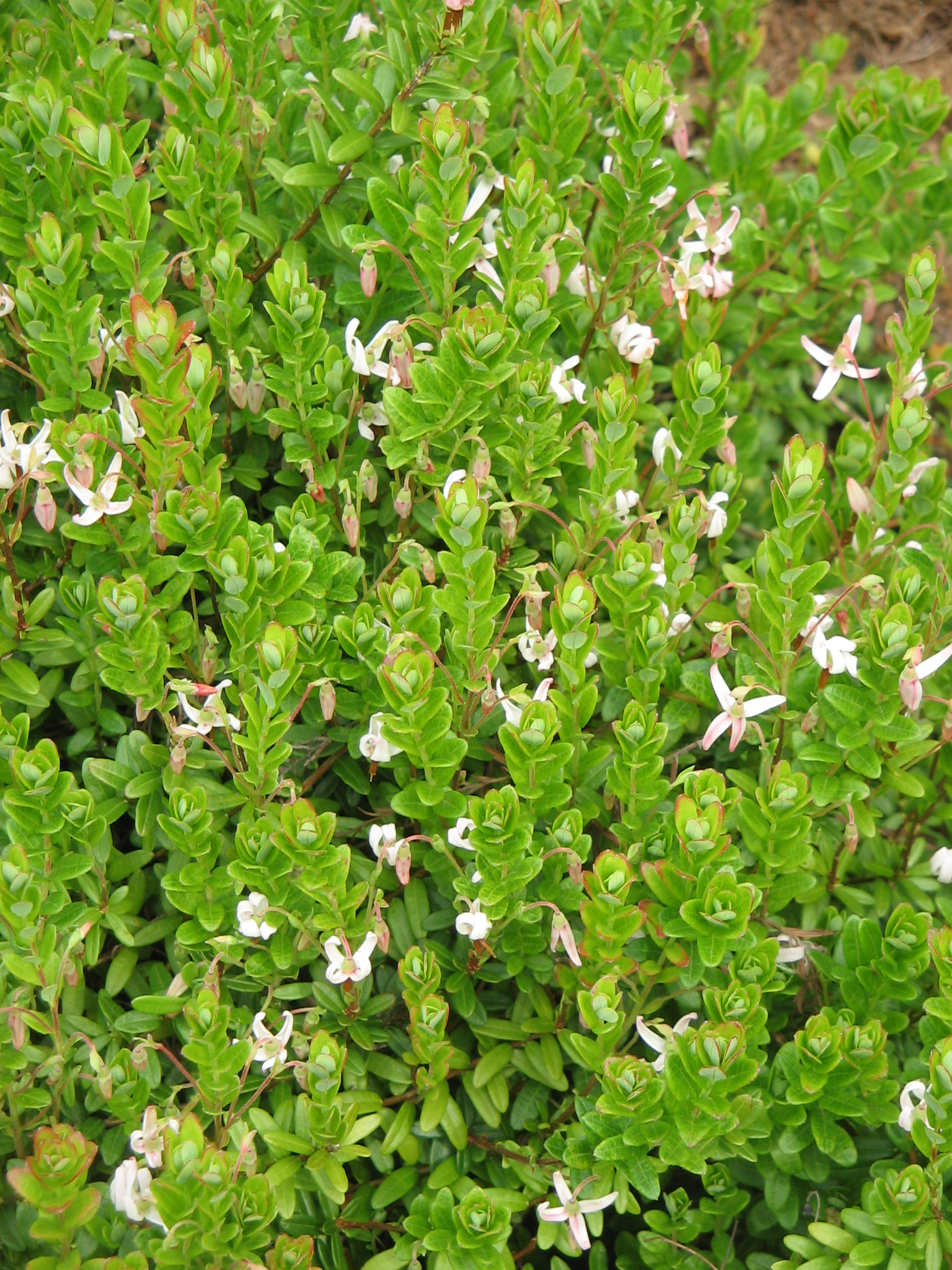
En su hábitat

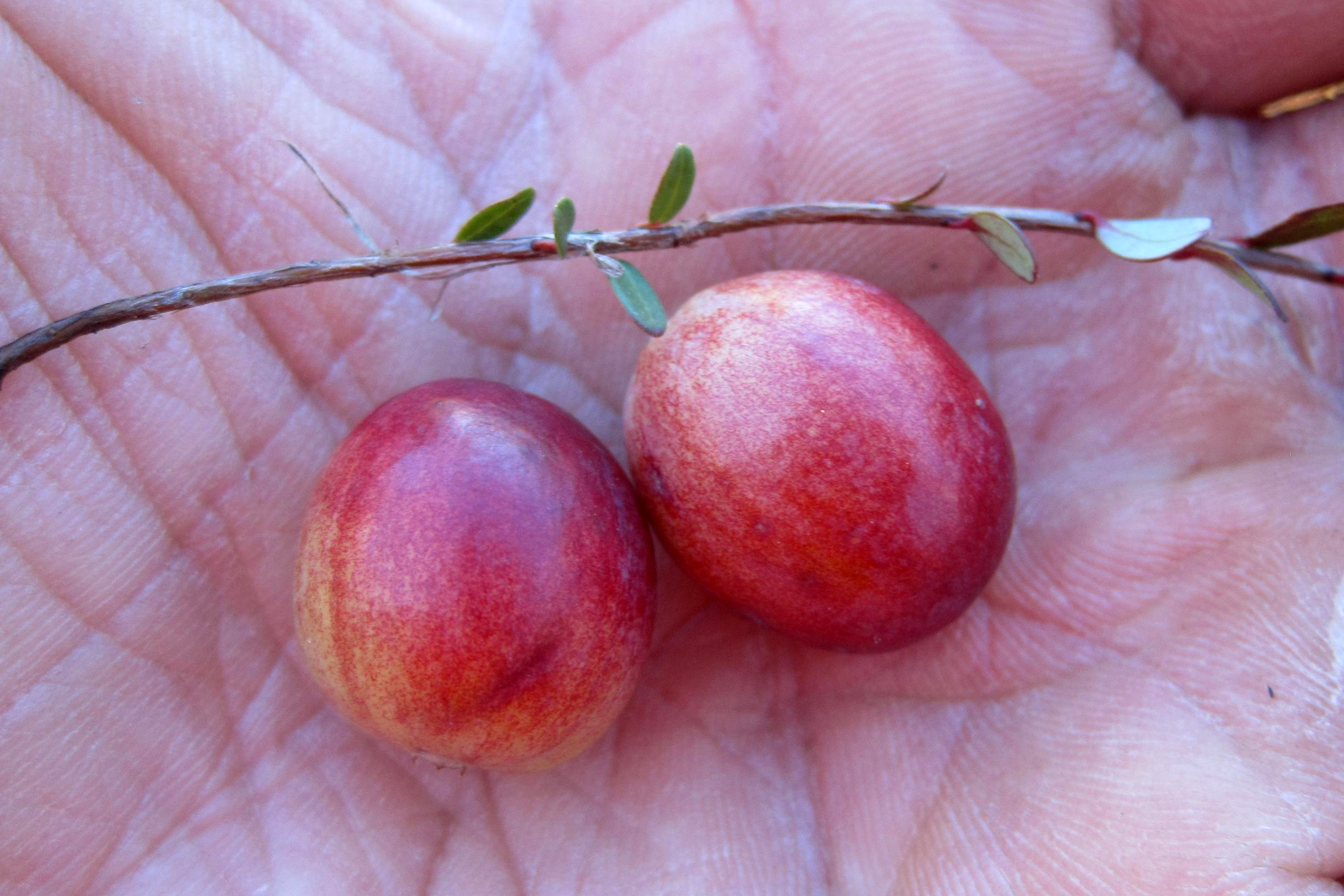
En frutos del arándano en Ontario Canadá

## Descripción
Es un arbusto con ramas finas de máximo 20 cm de altura, generalmente entre 4 y 15 cm, que se extiende sobre el suelo como tapete en forma de cojín de hasta 1 m de diámetro. Las hojas son verdes en verano y de color bronce en invierno, elípticas, miden , miden 1 a 2 cm de largo. Onflorescencia axilar. Florece en primavera y el final del verano; las flores tienen forma de campana, con pétalos de 5 a 10 mm de largo, rosados, curvados hacia atrás y con las anteras y el estigma sobresalientes, divididas en cuatro lóbulos estrechos sostenidos por los pecíolos delgados. Se cuelgan de las axilas de las hojas por separado o en grupos de dos a diez.
Los frutos son bayas esféricas de 9 a 14 mm de diámetro, de color rojo oscuro y sabor fuerte y picante.

## Usos
Las bayas se utilizan ampliamente para preparar jugos, mermeladas, confituras y salsas. 
Se le han atribuido propiedades medicinales que se encuentran en investigación. Debido a que contiene tanino condensado puede dificultar que las bacterias se adhieran y se fijen, ayudando a prevenir las infecciones, especialmente en el tracto urinario, así como en el estómago y en los dientes.  En el laboratorio, la hidrofobicidad de la superficie de Escherichia coli disminuyó significativamente después de la incubación con extracto de jarabe de frutos de Vaccinium macrocarpon y este efecto no fue modificada por el medio de cultivo. Es rico en quercetina y otras sustancias antioxidantes. Contiene también antocianidinas que ayudan a fortalecer el colágeno, proteína que es parte importante de los ligamentos, tendones y el cartílago.
Era ampliamente utilizado en la medicina tradicional de los indígenas de Nueva Inglaterra para el tratamiento de heridas (en forma de emplastos), trastornos urinarios y las diarreas.

## Taxonomía
Vaccinium macrocarpon fue descrita por William Aiton y publicado en Hortus Kewensis; or, a catalogue . . . 2: 13, pl. 7. 1789.
Etimología
Ver:  Vaccinium
macrocarpon: epíteto latíno que significa "con fruto grande".
Sinonimia
- Oxycoca macrocarpa (Aiton) Raf.
- Oxycoccus macrocarpus (Aiton) Pers.
- Oxycoccus palustris var. macrocarpos (Aiton) Pers.
- Schollera macrocarpa (Aiton) Steud.
- Schollera macrocarpos (Aiton) Britton
- Vaccinium propinquum Salisb.[10]